# Ingenui
Ingenui ou ingenuitas (singular ingenuus, em português Ingênuos), era um termo legal da Roma antiga que indicava homens livres que nasceram livres, distintos dos libertos que já haviam sido escravos.
Na Roma antiga, os homens livres eram ingenui ou libertini. Ingenui indicava homens livres que nasceram livres. Libertini eram homens que foram alforriados da escravidão legal. Embora os libertos não fossem ingenui, os filhos dos libertini eram ingenui. Um libertinus não poderia, por adoção, tornar-se ingenuus. Se uma escrava (ancilla) estivesse grávida e fosse alforriada antes de dar à luz a criança, essa criança nascia livre e, portanto, era ingenuitas. Em outros casos, também, a lei favorecia a reivindicação do nascimento livre e, consequentemente, da ingenuitas. Se a ingenuitas de um homem fosse uma questão em disputa, a disputa poderia ser julgada por um judicium ingenuitatis, um tribunal para determinar o status em relação aos direitos patronais.
As palavras ingenuus e libertinus muitas vezes se opõem entre si, e o título de homem livre (liber), que compreenderia libertinus, às vezes era limitado pela adição de ingenuus. De acordo com Cincius, em seu trabalho sobre Comitia, aqueles que em sua época eram chamados de ingenui eram originalmente chamados de patricii, o que é interpretado por alguns estudiosos como Carl Wilhelm Göttling como significando que os gentios também eram originalmente chamados de ingenui, uma interpretação que é objeto de alguma controvérsia. Outros interpretam a passagem como significando que originalmente o nome ingenuus não existia e que a palavra patrício era suficiente para indicar um cidadão romano de nascimento. A passagem de Cincius refere-se, sob esta interpretação, a uma época em que não havia cidadãos romanos exceto patrícios, e a definição de ingenuus, se estivesse então em uso, teria sido uma definição suficiente de patrício. Mas a palavra ingenuus foi introduzida, no sentido aqui declarado, posteriormente, com o propósito de indicar especificamente um cidadão de nascimento. Assim, no discurso de Appius Claudius Crassus, ele contrasta com pessoas de ascendência patrícia, "Unus Quiritium quilibet, duobus ingenuis ortus."

Além disso, a definição de Gentilis por Scaevola mostra que um homem pode ser ingenuus e ainda assim não gentilis, pois pode ser filho de um liberto; isso é consistente com Tito Lívio. Se Cíncio pretendia que sua proposição fosse abrangente, a proposição é esta: Todos (agora) ingenui compreendem todos (então) patricii; o que não é verdade.
Sob o Império, as ingenuitas, ou Jura Ingenuitatis, podiam ser adquiridas por favor imperial; isto é, uma pessoa que não seja ingênua de nascimento poderia ser tornada assim pelo poder soberano. Um liberto que obtivesse o Jus Annulorum Aureorum, era considerado ingênuo, mas isso não interferia nos direitos patronais. O natalibus restitutio era um decreto no qual o princeps dava a um libertino os direitos e o status de ingênuo; era uma forma de procedimento que envolvia a teoria da liberdade original de toda a humanidade, pois o libertinus foi restaurado não ao estado em que havia nascido, mas ao seu suposto estado original de liberdade. Neste caso, o patrono necessariamente perdia os seus direitos patronais